# Kamil Al Aswad
Kamil Hasan Abdulla Ahmed Hasan Al Aswad (Manama, 8 aprile 1994) è un calciatore bahreinita, centrocampista dell'Al Riffa e della nazionale bahreinita.

## Carriera

### Club
Dal 2013 veste la maglia dell'Al Riffa, nel campionato bahreinita.

### Nazionale
È fissamente nel giro della nazionale dal 2015 ed è stato convocato per la Coppa d'Asia 2019.

## Statistiche

### Cronologia presenze e reti in Nazionale
| Cronologia completa delle presenze e delle reti in nazionale ― Bahrein | Cronologia completa delle presenze e delle reti in nazionale ― Bahrein | Cronologia completa delle presenze e delle reti in nazionale ― Bahrein | Cronologia completa delle presenze e delle reti in nazionale ― Bahrein | Cronologia completa delle presenze e delle reti in nazionale ― Bahrein | Cronologia completa delle presenze e delle reti in nazionale ― Bahrein | Cronologia completa delle presenze e delle reti in nazionale ― Bahrein | Cronologia completa delle presenze e delle reti in nazionale ― Bahrein |
| Data                                                                   | Città                                                                  | In casa                                                                | Risultato                                                              | Ospiti                                                                 | Competizione                                                           | Reti                                                                   | Note                                                                   |
| ---------------------------------------------------------------------- | ---------------------------------------------------------------------- | ---------------------------------------------------------------------- | ---------------------------------------------------------------------- | ---------------------------------------------------------------------- | ---------------------------------------------------------------------- | ---------------------------------------------------------------------- | ---------------------------------------------------------------------- |
| 05-01-2019                                                             | Abu Dhabi                                                              | Emirati Arabi Uniti                                                    | 1 – 1                                                                  | Bahrein                                                                | Coppa d'Asia 2019 - 1º turno                                           | -                                                                      |                                                                        |
| 10-01-2019                                                             | Dubai                                                                  | Bahrein                                                                | 0 – 1                                                                  | Thailandia                                                             | Coppa d'Asia 2019 - 1º turno                                           | -                                                                      |                                                                        |
| 14-01-2019                                                             | Sharjah                                                                | India                                                                  | 0 – 1                                                                  | Bahrein                                                                | Coppa d'Asia 2019 - 1º turno                                           | -                                                                      |                                                                        |
| 22-01-2019                                                             | Dubai                                                                  | Corea del Sud                                                          | 2 – 1 dts                                                              | Bahrein                                                                | Coppa d'Asia 2019 - Ottavi di finale                                   | -                                                                      |                                                                        |
| 23-05-2021                                                             | Kharkiv                                                                | Ucraina                                                                | 1 – 1                                                                  | Bahrein                                                                | Amichevole                                                             | -                                                                      | 49’ 65’                                                                |
| 03-06-2021                                                             | Riffa                                                                  | Bahrein                                                                | 8 – 0                                                                  | Cambogia                                                               | Qual. Mondiali 2022                                                    | 2                                                                      |                                                                        |
| Totale                                                                 |                                                                        | Presenze                                                               | 6                                                                      |                                                                        | Reti                                                                   | 2                                                                      |                                                                        |